# Димитър Георгиев (генерал-лейтенант)
Вижте пояснителната страница за други личности с името Димитър Георгиев.
Димитър Цветанов Георгиев е български офицер, генерал-лейтенант.

## Биография
Роден е на 29 октомври 1950 г. в Долна Митрополия. Израства в Биволаре, а завършва СПТУ в град Левски. В периода 30 август 1968 – 2 септември 1972 г. във Висшето военновъздушно училище Георги Бенковски в Долна Митрополия. След завършването започва служба като заместник-командир на трето учебно звено към втори учебно-боен авиополк в Каменец. От 1974 г. е командир на звеното, а от 1976 г. вече като старши лейтенант е щурман на ескадрила. От 1975 г. е вербуван като агент на Трето главно управление на Държавна сигурност с псевдоним „Ивайло“. Снет е от действащия оперативен отчет през 1983 г. През 1977 г. е избран като част от групата за бъдещи космонавти, начело на която е майор Кирил Радев. Между 1980 и 1982 г. учи във Военната академия в София. От 1982 до 1986 г. е командир на ескадрила. На 25 септември 1986 г. е назначен за заместник-командир на петнадесети изтребителен авиополк. От 1988 до 1990 г. е командир на полка. От 1990 г. е на служба в щаба на ПВО и ВВС. През 1994 г. влиза в Академията на Генералния щаб, която завършва на следващата година. На 19 август 1996 г. е освободен от длъжността началник на отдел „Бойна подготовка и бойно използване на авиацията“ в управлението на ВВС, считано от 1 септември 1996 г. На 22 април 1997 г. е удостоен с висше военно звание генерал-майор. На 6 май 1998 г. е освободен от длъжността началник-щаб на корпус „Противовъздушна отбрана“ и назначен за командир на същия, считано от 7 май 1998 г. На 7 юли 2000 г. е удостоен с висше военно звание генерал-майор.
На 6 юни 2002 г. е освободен от длъжността командир на корпус „Противовъздушна отбрана“, назначен за началник на Главния щаб на Военновъздушните сили и удостоен с висше военно звание генерал-лейтенант. На 4 май 2005 г. е освободен от длъжността началник на Главния щаб на Военновъздушните сили. Пенсионира се на 23 ноември 2006 г. От 2009 г. е председател на Българската авиационна асоциация. Заместник-председател е на Съюза на трансплантираните в България. Летял е на самолети като Л-29, УМиГ-15, МиГ-17, МиГ-21 и МиГ-29. Умира на 16 февруари 2017 г.

## Военни звания
- Лейтенант (2 септември 1972)
- Старши лейтенант (29 септември 1976)
- Капитан (30 септември 1978)
- Майор (1982)
- Подполковник (1986)
- Полковник (1990)
- Генерал-майор с 1 звезда (22 април 1997)
- Генерал-майор с 2 звезди (7 юли 2000)
- Генерал-лейтенант (6 юни 2002)